# Всесвіт Гонор Гарінґтон
Всесвіт Гонор Гаррінґтон (англ. Honorverse) — всесвіт, у якому відбувається дія декількох серій книг воєнної фантастики, створених Девідом Вебером (англ. David Weber). В центрі сюжету книг стоїть кар’єра у космофлоті та політична кар’єра головної героїні — Гонор Гарінґтон (англ. Honor Harrington). Книги цієї серії займали місця у Списку бестселерів «Нью-Йорк таймс».
Гонор Гаррінґтон — воєнна героїня, а пізніше впливовий політик, діє в час значних змін та зіткнень на міжзоряному терені. Більшість із 20-ти романів покривають події, які відбуваються між 4000 та 4022-м роками від часу міжзоряного розселення людства (AD). Додаткові романи відбуваються в часі до 350 років до цього, проте йдуть з подіями і в дусі основних книг.
Технології, описані в книгах серії, роблять космічні бої схожими до морських битв часів діяльності адмірала Нельсона, та й особистість видатного воєначальника стала прототипом для головної героїні.

## Оригінальна серія книг про Гонор Гарінґтон
1. На станції Василіск (англ. On Basilisk Station) (квітень 1992) ISBN 0-671-57793-X / HH1
2. The Honor of the Queen (червень 1993) ISBN 0-671-57864-2 / HH2
3. The Short Victorious War (квітень 1994) ISBN 0-671-87596-5 / HH3
4. Field of Dishonor (грудень 1994) ISBN 0-671-57820-0 / HH4
5. Flag in Exile (вересень 1995) ISBN 0-671-31980-9 / HH5
6. Honor Among Enemies (лютий 1996) ISBN 0-671-87723-2 / HH6
7. In Enemy Hands (липень 1997) ISBN 0-671-57770-0 / HH7
8. Echoes of Honor (жовтень 1998) ISBN 0-671-57833-2 / HH8
9. Ashes of Victory (березень 2000) ISBN 0-671-57854-5 / HH9
10. War of Honor (жовтень 2002) ISBN 0-7434-3545-1 / HH10
11. At All Costs (листопад 2005) ISBN 1-4165-0911-9 / HH11
12. Mission of Honor (червень 2010) ISBN 1-4391-3361-1 / HH12
13. A Rising Thunder (березень 2012) ISBN 1-4767-3612-X / HH13
14. Uncompromising Honor (жовтень 2018) ISBN 9781481483506 / HH14

На основі серії було здійснено декілька записів аудіокниг.